# Indie folk
L'indie folk est un genre musical ayant émergé dans les années 1990 par des musiciens de rock indépendant inspirés par les musiques folk et country. L'indie folk mêle les mélodies du rock indépendant aux sons acoustiques de la musique folk contemporaine. Les premiers artistes du genre sont Ani DiFranco et Dan Bern,. D'autres musiciens et groupes du genre sont The Decemberists, Fleet Foxes, The Cave Singers, Loch Lomond, Bon Iver, Or, The Whale, Great Lake Swimmers, Milky Chance et Blind Pilot.

## Artistes et groupes notables
- Priscilla Ahn
- AJJ
- All the Luck in the World
- Gabrielle Aplin
- Lauren Aquilina
- Arthur and Yu
- Avalanche City
- The Avett Brothers
- Chris Bathgate
- Beta Radio
- Bears of Legend
- Birdy
- Blind Pilot[2]
- Bon Iver[2],[3]
- Bowerbirds
- Boy and Bear
- Phoebe Bridgers
- Bright Eyes
- Broken Records
- Jake Bugg
- Nick Cave
- The Cave Singers[2]
- Vic Chesnutt
- The Civil Wars[4]
- Cloud Control
- Graham Coxon
- Daughter[5]
- David Knowles[6]
- David Karsten Daniels
- Dawes
- The Decemberists
- The Deep Dark Woods
- Deer Tick
- Delta Spirit
- The Dodos
- Dog is Dead
- Maria Doyle Kennedy
- Dr. Dog
- Dry the River
- Edward Sharpe and the Magnetic Zeros
- Elmore
- Emmy the Great
- Ewert and the Two Dragons
- Family of the Year
- Fanfarlo
- Father John Misty
- Fink
- First Aid Kit[7]
- William Fitzsimmons
- Fleet Foxes[2]
- Johnny Flynn
- Freelance Whales
- Fruit Bats
- Orla Gartland
- Laura Gibson
- The Giving Tree Band
- Mindy Gledhill
- Good Old War
- The Gray Havens
- Great Lake Swimmers[2]
- Adam Green
- Gregory and the Hawk
- Grizzly Bear
- Half Moon Run
- Lisa Hannigan
- Nick Harper
- Les Hay Babies
- Hayden
- The Head and the Heart
- Keaton Henson
- Horse Feathers
- Ben Howard
- Joe Innes
- Iron and Wine
- Gregory Alan Isakov
- Julia Jacklin
- Mason Jennings
- Jinja Safari
- Vance Joy
- Gary Jules
- Damien Jurado
- Katie Kim
- Kings of Convenience
- Kramies
- The Last Bison
- Sean Lennon
- Lewis and Clarke
- Little Green Cars
- Local Natives
- Loch Lomond[2]
- Lord Huron
- Lost in the Trees
- The Low Anthem
- The Lumineers
- Amy Macdonald
- Manel
- Dan Mangan
- Laura Marling
- The Marshall Pass
- James Vincent McMorrow
- Megafaun
- Mega Gem
- Ingrid Michaelson
- The Microphones
- Midlake
- Mighty Oaks
- The Milk Carton Kids
- Mount Eerie
- The Mountain Goats
- Mree
- Mumford and Sons
- Murder by Death
- Alexi Murdoch
- Yael Naim
- Kate Nash
- Neutral Milk Hotel
- Joanna Newsom
- Noah and the Whale
- Noah Gundersen
- Conor Oberst
- Of Monsters and Men
- Okkervil River
- Or, the Whale[2]
- Alina Orlova
- Other Lives
- Paleface
- The Paper Kites
- Parlor Hawk
- Passenger
- Radical Face
- The Ransom Collective
- Luke Redfield
- Damien Rice
- The Ridges
- Rue Royale
- The Rumour Said Fire
- Danny Schmidt
- Sea Wolf
- Seabear
- She and Him
- The Shins
- The Oh Hellos
- Silent Old Mtns
- Sleeping at Last
- Elliott Smith
- Smog
- Regina Spektor
- The Staves
- Sufjan Stevens
- Stornoway
- Sun Kil Moon
- J.E. Sunde
- The Swell Season
- Aly Tadros
- The Tallest Man on Earth
- Thao and the Get Down Stay Down
- Rosie Thomas
- Robert Francis
- Roo Panes
- Benny Tipene
- Tired Pony
- Tom Rosenthal
- Trampled by Turtles
- Truth and Salvage Co.
- The Boxer Rebellion
- Frank Turner
- Twin Forks
- Two Gallants
- Vandaveer[8]
- Villagers[9]
- M. Ward[10]
- Waxahatchee[11]
- The Wind Whistles[12]
- Woods[13]
- Wye Oak[14]